# Саморазвивающаяся система
Саморазвивающаяся система — кибернетическая (или динамическая) система, которая самостоятельно выбирает цели своего развития и критерии их достижения, изменяет свои параметры, структуру и другие характеристики в заданном направлении.